# 静岡市立清水興津中学校
静岡市立清水興津中学校（しずおかしりつ しみずおきつちゅうがっこう）は、静岡県静岡市清水区に所在する公立中学校。静岡市の広域避難場所に指定されている。

## 沿革
- 1947年 - 興津小学校の一部を借りて興津町立興津中学校として開校。校章制定。
- 1951年 - 現在地に校舎が完成。
- 1956年 - 校旗完成、校歌制定。
- 1961年 - 清水市立興津中学校に改称。
- 1999年 - 新校舎完成
- 2002年 - 体育館完成
- 2003年 - 静岡市立清水興津中学校に改称。

## 小学校区
- 静岡市立清水興津小学校